# Пьерфё
Пьерфё (фр. Pierrefeu) — коммуна на юго-востоке Франции в регионе Прованс — Альпы — Лазурный берег, департамент Приморские Альпы, округ Ницца, кантон Ванс. До марта 2015 года коммуна административно входила в состав упразднённого кантона Рокестерон (округ Ницца).
Площадь коммуны — 22,17 км², население — 252 человека (2006) с тенденцией к росту: 282 человека (2012), плотность населения — 12,7 чел/км².

## Население
Население коммуны в 2011 году составляло — 268 человек, а в 2012 году — 282 человека.
| 1962 | 1968 | 1975 | 1982 | 1990 | 1999 | 2006 | 2008 | 2011 | 2012 |
| ---- | ---- | ---- | ---- | ---- | ---- | ---- | ---- | ---- | ---- |
| 59   | 79   | 58   | 114  | 207  | 243  | 252  | 255  | 268  | 282  |

Динамика численности населения:

## Экономика
В 2010 году из 163 человек трудоспособного возраста (от 15 до 64 лет) 122 были экономически активными, 41 — неактивными (показатель активности 74,8 %, в 1999 году — 67,9 %). Из 122 активных трудоспособных жителей работали 114 человек (68 мужчин и 46 женщин), 8 числились безработными (двое мужчин и 6 женщин). Среди 41 трудоспособных неактивных граждан 7 были учениками либо студентами, 19 — пенсионерами, а ещё 15 — были неактивны в силу других причин.
На протяжении 2010 года в коммуне числилось 117 облагаемых налогом домохозяйств, в которых проживало 260,5 человек. При этом медиана доходов составила 19 тысяч 863 евро на одного налогоплательщика.